# ایستگاه یورک‌اشتراسه برلین
ایستگاه یورک‌اشتراسه برلین (آلمانی: Bahnhof Berlin Yorckstraße) یک ایستگاه قطار شهری برلین‌ و متروی برلین است که در منطقه شونبرگ در مرکز برلین واقع شده‌است.